# Huangjiu

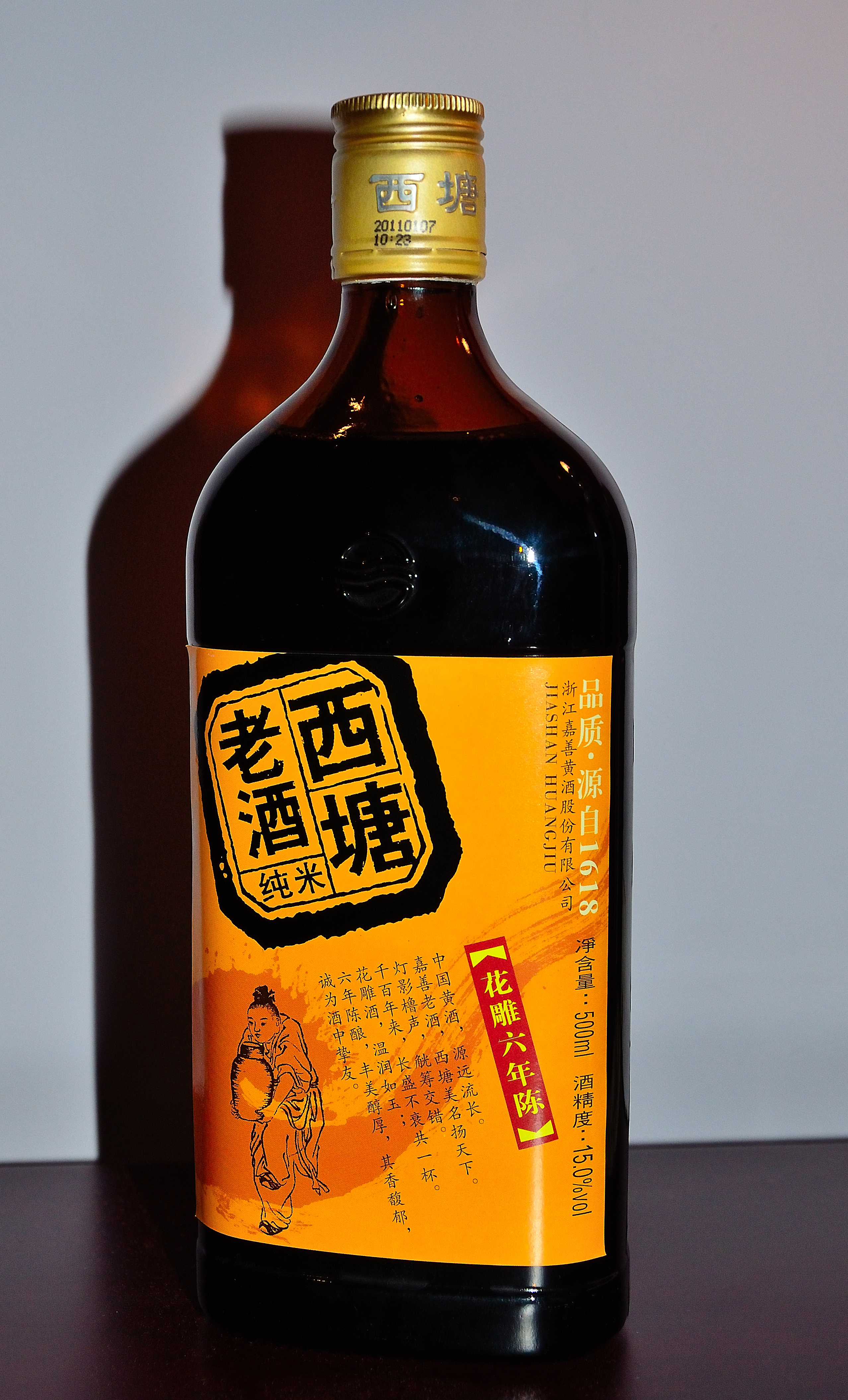
Un esempio di Huadiao jiu

Lo Huangjiu (黄酒), che significa vino giallo, è una bevanda alcolica cinese, la più popolare nella zona del Jiangnan. Lo huangjiu viene prodotto mescolando cereali bolliti tra cui riso, riso glutinoso o miglio con qū come coltura iniziale, seguita da saccarificazione e fermentazione intorno a 13-18 °C per due settimane. La sua gradazione alcolica è tipicamente di 8%-20%.
Lo huangjiu è solitamente pastorizzato, invecchiato e filtrato, prima dell'imbottigliamento finale per la vendita ai consumatori. La pastorizzazione rimuove le impurità e stabilizza i composti aromatici. Il processo di maturazione può essere complicato ma importante per lo sviluppo degli strati di aromi e fragranze. Alcune marche di huangjiu di prima qualità possono invecchiare fino a 20 anni. Anche se, come suggerisce il nome di huangjiu, il suo colore è tipicamente giallo chiaro e arancione, ma in realtà può variare dal chiaro al marrone. Molti famosi marchi di huangjiu utilizzano la qualità dell'acqua coinvolta nel processo di produzione come mezzo di pubblicità e alcuni la considerano l'ingrediente più importante.
Lo huangjiu è comunemente consumato caldo, poiché la ricchezza dei composti aromatici viene rilasciata meglio quando è calda. In estate, è popolare bere lo huangjiu dolce freddo o con ghiaccio. Liaojiu (料酒) è un tipo di huangjiu utilizzato in cucina, un esempio di questo è il tipico Vino di riso Shaoxing (una delle varietà più famose di huangjiu). I principali produttori di huangjiu includono la Cina continentale e Taiwan.

## Storia
Lo huangjiu, nella Cina meridionale, ha avuto forse lo stesso livello di influenza della birra nelle società europee nel corso della storia. L'archeologia ha stabilito che gli antichi cinesi una volta producevano una qualche forma di alcol simile alla birra, tuttavia con l'invenzione del metodo di produzione che utilizzava qū, lo huangjiu sostituì rapidamente la prototipica birra nell'antica Cina, ma le bevande simili alla birra caddero di moda come gli antichi cinesi bevitori preferivano i gusti del Huangjiu. Poiché la birra è stata completamente dimenticata in Cina fino al XIX secolo, quando i tedeschi hanno reintrodotto una distilleria a Qingdao che in seguito divenne il produttore della famosa birra Tsingtao di oggi, huangjiu è sempre stato il tipo di bevanda alcolica preferito dalla nazione (mentre il Baijiu, lo spirito o liquore preferito della nazione).
La prima forma di huangjiu fu presumibilmente ideata da Dukang durante il regno di Shaokang degli Xia. Dukang è stato successivamente deificato come il dio cinese del vino. A volte si dice che suo figlio Heita abbia inventato accidentalmente l'aceto di Zhenjiang quando per un suo errore ha permesso ad una vasca di rovinarsi.
Oggi lo huangjiu ha una grande presenza in tutta la Cina, soprattutto nell'area dello Jiangnan. Le varietà di huangjiu più conosciute includono Guyue longshan, Kuaijishan, Tapai da Shaoxing e Huiquan jiu da Wuxi.

## Varietà Huangjiu
Lo huangjiu è prodotto ampiamente in tutta la Cina. Esiste una grande varietà di huangjiu, che dipendono dalla secchezza, dal qu, e dal metodo di produzione.

### Secchezza / Dolcezza
Questa è la classificazione formale per tutti i vini cinesi. Ci sono cinque categorie: secco, semi-secco, semi-dolce, dolce ed extra-dolce.
- Secco ( Gan, 干 / 乾): con contenuto zuccherino non superiore all'1%. Questo tipo di vino di riso ha la temperatura di fermentazione più bassa. Un esempio di questo tipo è Yuanhongjiu (元 红酒, letteralmente "vino rosso del campione "), una specialità di Shaoxing, così chiamata perché avere successo nell'esame imperiale è un grande motivo di celebrazione e fama (rosso) e anche, tradizionalmente le giare di vino sono dipinte di rosso.
- Semi-secco (Ban Gan,半干/半乾): con un contenuto di zuccheri tra l'1% e il 3%. Questo tipo di huangjiu può essere conservato per un lungo periodo di tempo e comprende la maggior parte delle varietà di huangjiu esportate dalla Cina. Un esempio di questa varietà è Jiafanjiu (加 饭 酒, letteralmente "vino di riso aggiunto"), una variazione dello Yuanhongjiu che prevede l'aggiunta di più riso in fermentazione. Il jiafanjiu è tradizionalmente utilizzato per le cerimonie, come la nascita di bambini, il fidanzamento e i funerali.
- Semidolce ( Ban Tian, 半 甜): con contenuto zuccherino compreso tra 3% e 10%. Più a lungo viene conservato il semi-dolce huangjiu, più scuro diventa il suo colore. Questa varietà di huangjiu non può essere conservata per lunghi periodi di tempo. Un esempio di questo tipo è Shanniangjiu (善 酿酒, letteralmente "Miglior vino prodotto"), una specialità di Shaoxing che in parte utilizza Yuanhongjiu vintage al posto dell'acqua.
- Dolce ( Tian, 甜): con contenuto zuccherino compreso tra il 10% e il 20%. Un esempio di questa varietà è Feng Gang Jiu (封 缸 酒, letteralmente "Conceal Earth Jar Wine"). Rispetto ai tipi precedenti di huangjiu, il dolce huangjiu può essere prodotto tutto l'anno quando si utilizzano metodi di produzione tradizionali.
- Extra-dolce ( Nong Tian, 浓 甜): con contenuto zuccherino uguale o superiore al 20%. Un esempio di questa varietà è Xiang Xue Jiu (香雪 酒, letteralmente "Fragrant Snow Wine").

### Starter / Inoculante
- Xiaoqu (小曲 / 小 麴; pinyin : xiǎo qū): vini inoculati utilizzando riso coltivato con Rhizopus, lievito e altri microrganismi. La miscela genera meno calore, quindi vengono utilizzate principalmente nel sud della Cina.
- Daqu (酒 曲 / 酒麴; pinyin : jiǔ qū): Vini inoculati utilizzando riso coltivato con Aspergillus oryzae e lievito. Quasi tutte le bevande alcoliche popolari in Cina appartengono a questo tipo.
- Hongqu (红 曲 / 紅 麴; pinyin : hóng qū): vini aromatizzati e colorati con Monascus purpureus o altri stampi di riso rosso del genere Monascus .

### Metodi di produzione
- Tangfan (烫 饭 / 燙 飯; pinyin : tàng fàn): Il riso cotto a vapore usato per fare il vino viene raffreddato all'aria aperta finché non è ancora relativamente caldo prima della lavorazione.
- Liangfan (凉 饭 / 凉 飯; pinyin : liáng fàn): Il riso cotto a vapore usato per fare il vino viene spento con acqua fredda prima di essere lavorato ulteriormente. Il mosto non filtrato per questo vino viene talvolta consumato come dessert o usato come inoculante per altri vini cinesi.
- Jiafan (加 饭 o 喂饭; pinyin : jiā fàn o wèi fàn): il riso cotto a vapore viene continuamente alimentato in una miscela in fermentazione (fino a tre volte), che produce un vino più dolce.
- Fortificato : Baijiu viene aggiunto al mosto in fermentazione, che aumenta la concentrazione di alcol nel mosto e arresta il processo di fermentazione. Questo lascia una notevole quantità di zuccheri non fermentati, producendo così un vino dal gusto particolarmente dolce.

## Galleria d'immagini

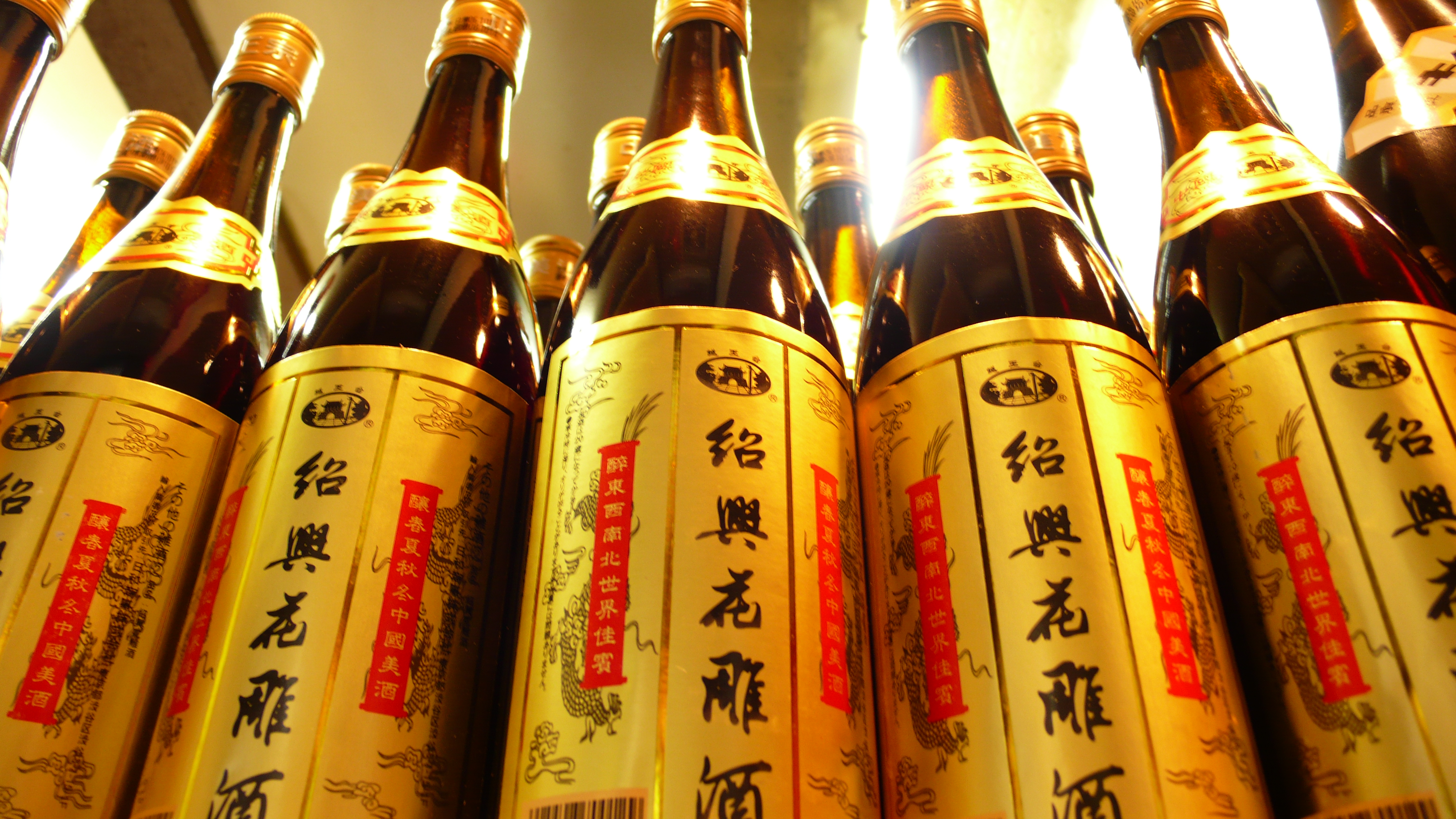
Bottiglie di vino Shaoxing (绍兴酒)
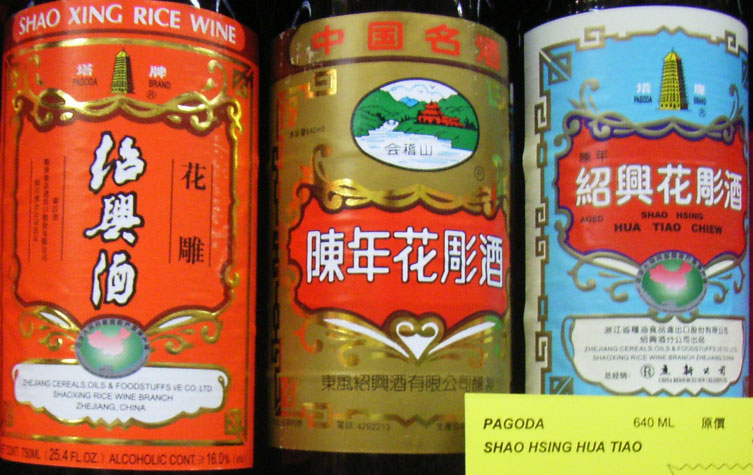
Bottiglie di Huadiao jiu (花雕酒)
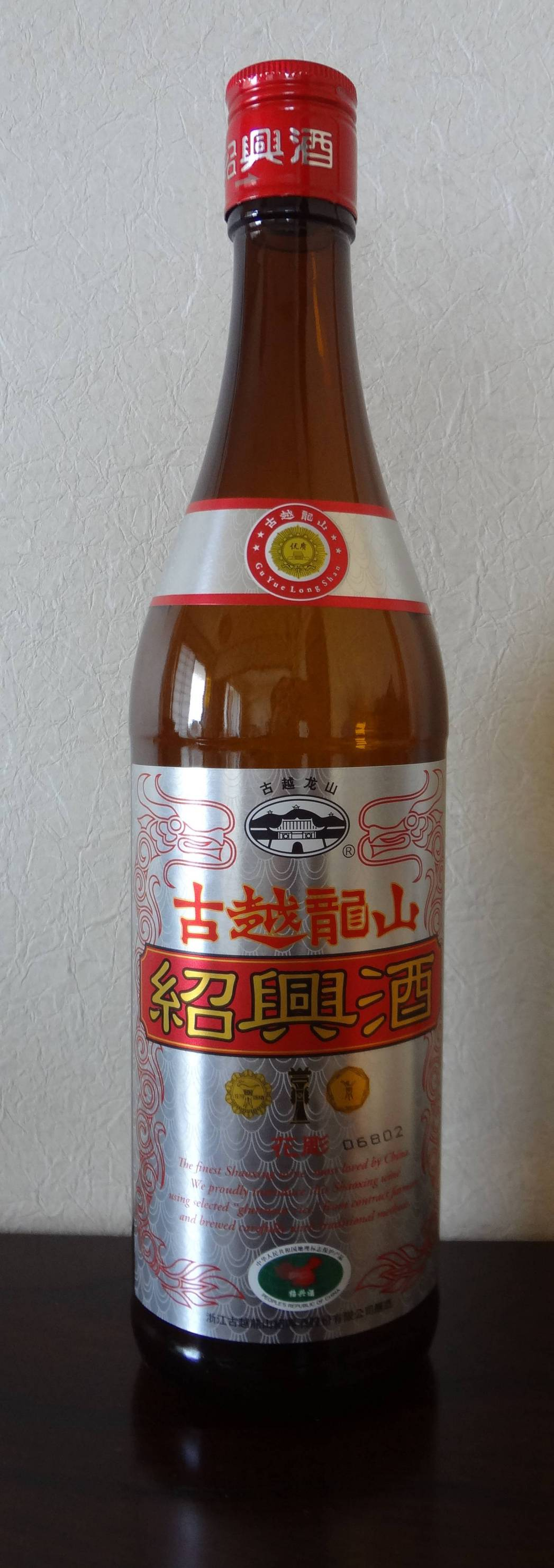
Una bottiglia di Guyue Longshan (古越龙山) - Shaoxing wine
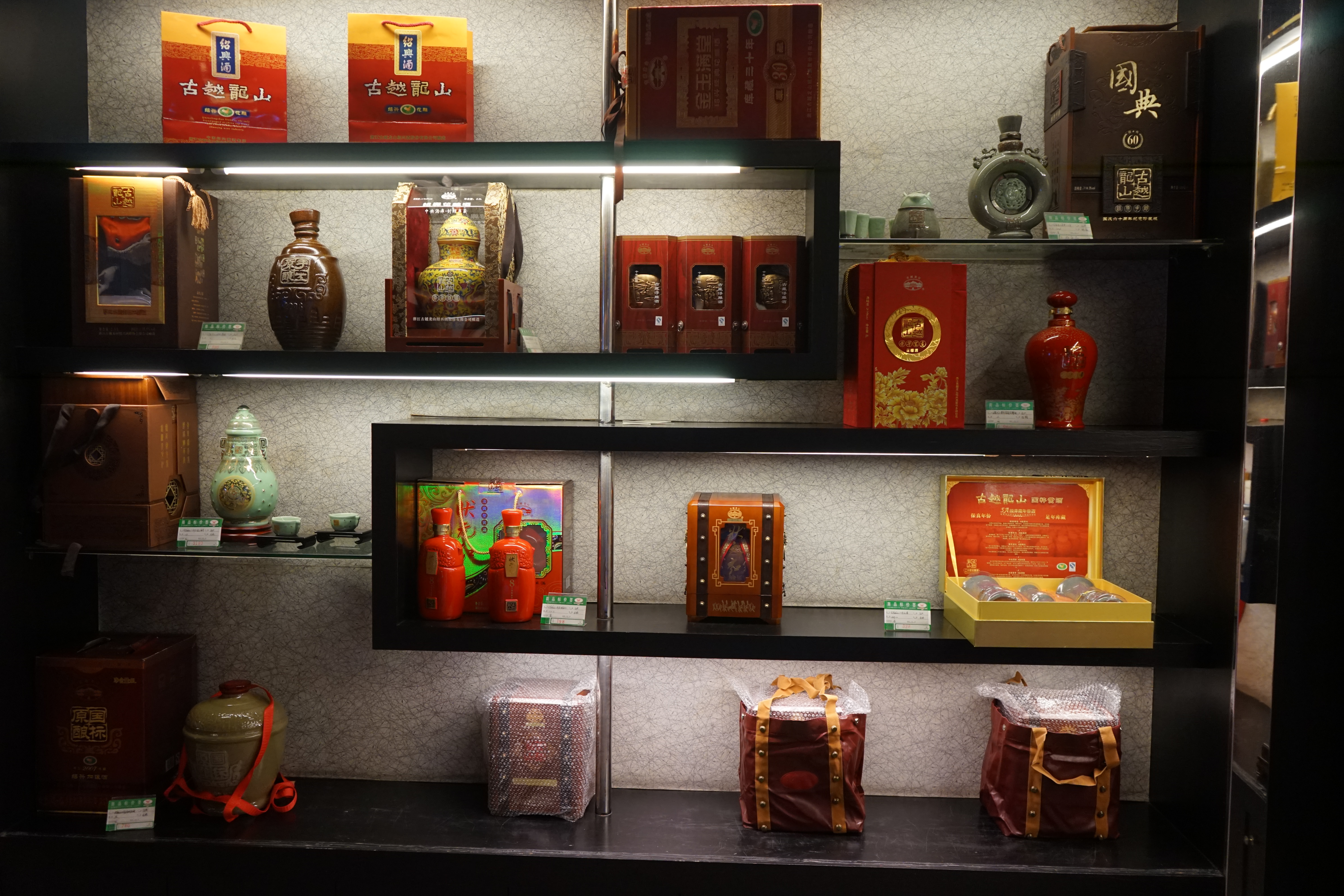
Vari prodotti di Guyue Longshan
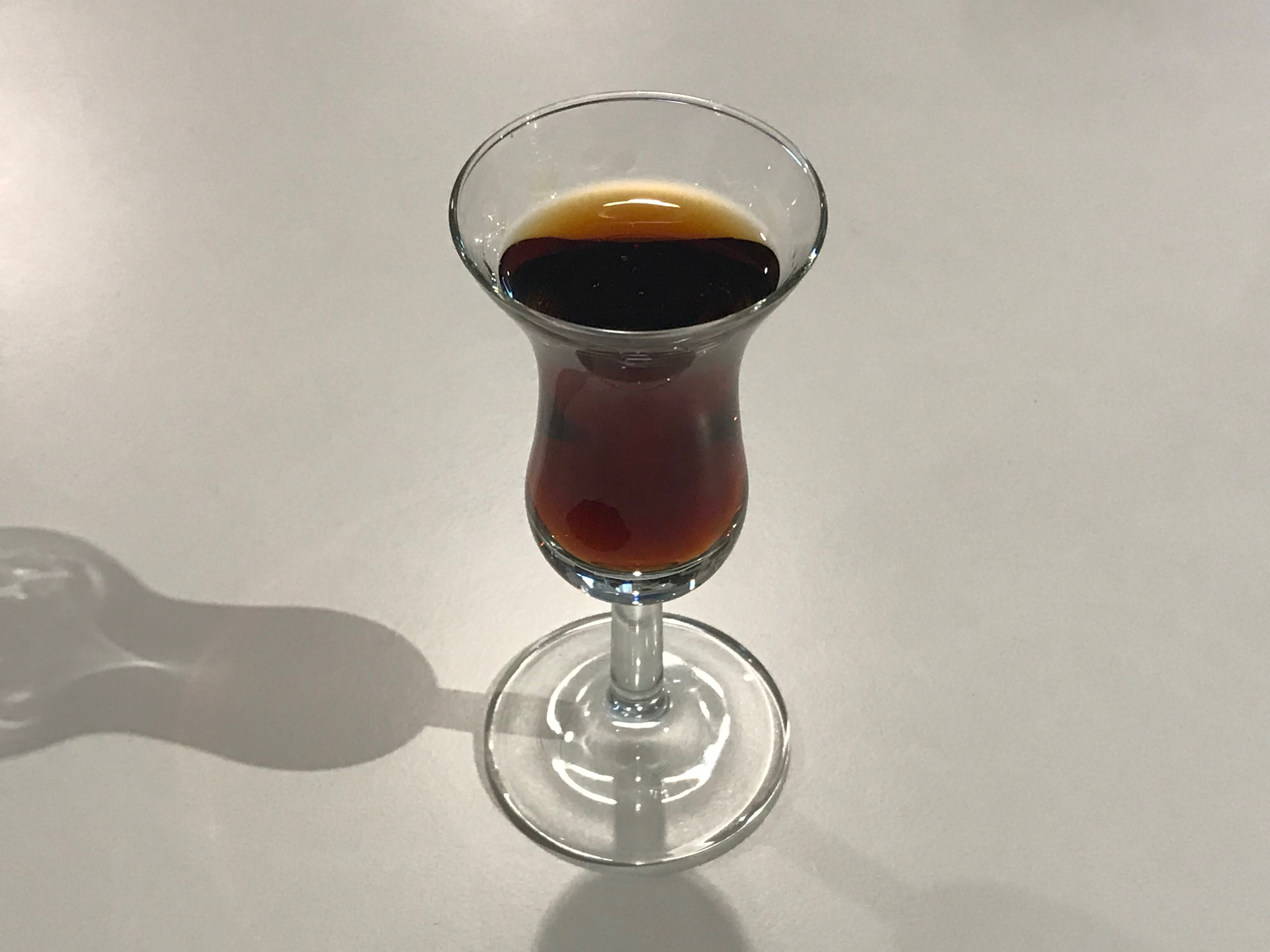
Un bicchiere di vino Shaoxing
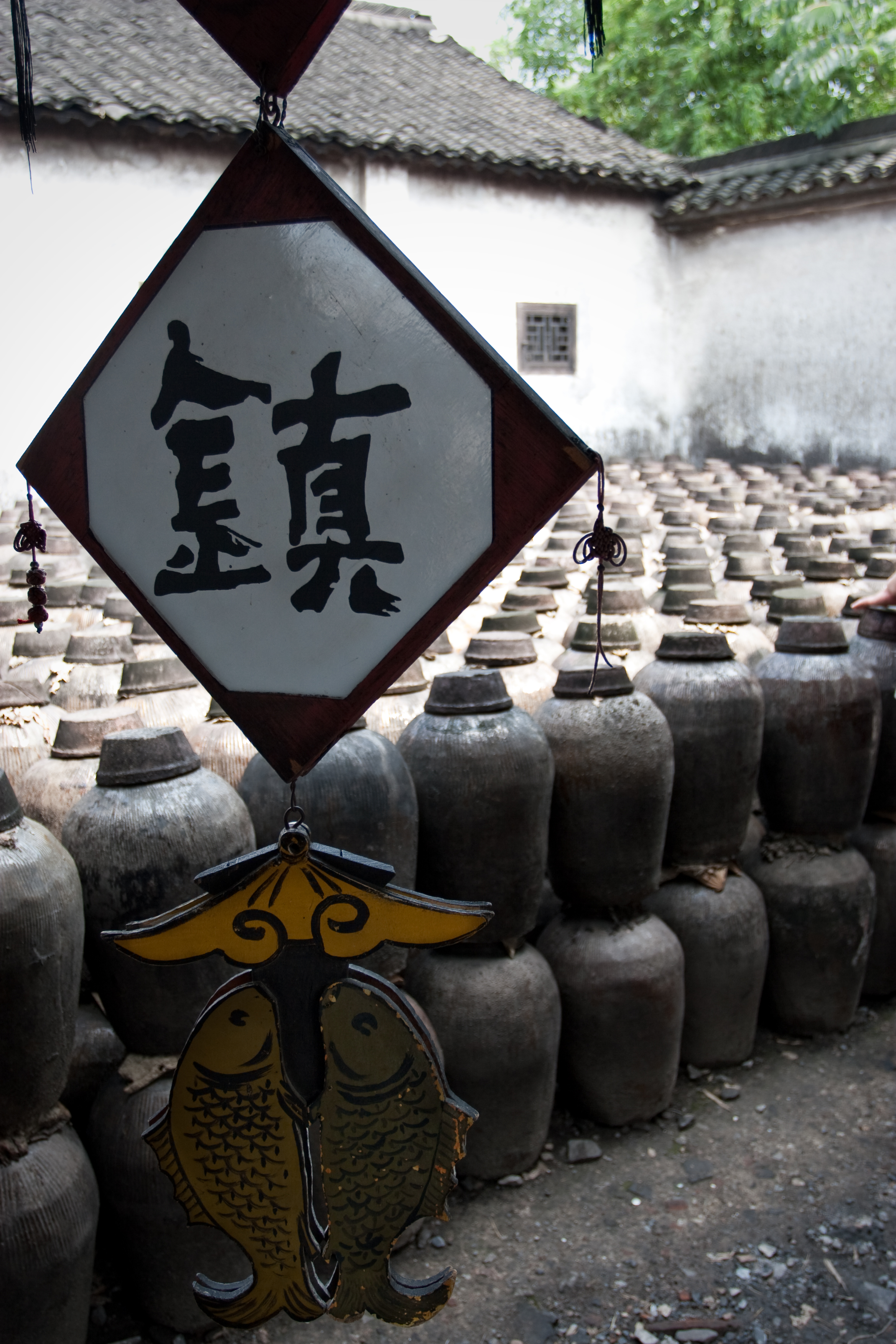
Cortile di un vignaiolo cinese, giare sigillate di huangjiu